# Budeasa Mică
Budeasa Mică – wieś w Rumunii, w okręgu Ardżesz, w gminie Budeasa. W 2011 roku liczyła 803 mieszkańców.